# FA Women's Super League 1 2016
La FA Women's Super League 1 2016 è stata la sesta edizione della massima divisione del campionato inglese femminile di calcio. Il campionato è iniziato il 23 marzo 2016 e si è concluso il 6 novembre. Il Manchester City ha vinto il campionato per la prima volta. Capocannoniere del torneo è stata Eniola Aluko con 9 reti realizzate.

## Stagione

### Novità
Il numero di squadre partecipanti è stato aumentato da otto a nove in un'ottica di progressiva espansione del campionato fino a dieci squadre. Dalla FA WSL 1 2015 è stato retrocesso il Bristol Academy, mentre dalla FA WSL 2 sono stati promossi il Reading e il Doncaster Rovers Belles.

### Formula
Le 9 squadre si affrontano in un girone all'italiana con partite di andata e ritorno, per un totale di 16 giornate. La squadra prima classificata è campione d'Inghilterra e le prime due classificate sono ammesse alla UEFA Women's Champions League mentre l'ultima retrocede in FA Women's Super League 2.

## Squadre partecipanti
| Club                    | Città               | Stadio            | Stagione 2015          |
| ----------------------- | ------------------- | ----------------- | ---------------------- |
| Arsenal                 | Borehamwood         | Meadow Park       | 3º posto in FA WSL 1   |
| Birmingham City         | Solihull            | Damson Park       | 6º posto in FA WSL 1   |
| Chelsea                 | Staines-upon-Thames | Wheatsheaf Park   | Campione d'Inghilterra |
| Doncaster Rovers Belles | Doncaster           | Keepmoat Stadium  | 2º posto in FA WSL 2   |
| Liverpool               | Widnes              | Halton Stadium    | 7º posto in FA WSL 1   |
| Manchester City         | Manchester          | Academy Stadium   | 2º posto in FA WSL 1   |
| Notts County            | Nottingham          | Meadow Lane       | 5º posto in FA WSL 1   |
| Reading                 | High Wycombe        | Adams Park        | 1º posto in FA WSL 2   |
| Sunderland              | Hetton-le-Hole      | The Hetton Centre | 4º posto in FA WSL 1   |

## Classifica finale
Fonte: sito ufficiale
|  | Pos. | Squadra                 | Pt | G  | V  | N | P  | GF | GS | DR  |
|  | ---- | ----------------------- | -- | -- | -- | - | -- | -- | -- | --- |
|  | 1.   | Manchester City         | 42 | 16 | 13 | 3 | 0  | 36 | 4  | +32 |
|  | 2.   | Chelsea                 | 37 | 16 | 12 | 1 | 3  | 42 | 17 | +25 |
|  | 3.   | Arsenal                 | 32 | 16 | 10 | 2 | 4  | 33 | 14 | +9  |
|  | 4.   | Birmingham City         | 27 | 16 | 7  | 6 | 3  | 18 | 13 | +5  |
|  | 5.   | Liverpool               | 25 | 16 | 7  | 4 | 5  | 27 | 23 | +4  |
|  | 6.   | Notts County            | 16 | 16 | 4  | 4 | 8  | 16 | 26 | -10 |
|  | 7.   | Sunderland              | 10 | 16 | 2  | 4 | 10 | 17 | 41 | -24 |
|  | 8.   | Reading                 | 9  | 16 | 1  | 6 | 9  | 15 | 26 | -11 |
|  | 9.   | Doncaster Rovers Belles | 3  | 16 | 1  | 0 | 15 | 8  | 48 | -40 |

Legenda:
      Campione d'Inghilterra e ammessa alla UEFA Women's Champions League 2017-2018
      Ammessa alla UEFA Women's Champions League 2017-2018
      Retrocessa in FA WSL 2 2017
Note:
Tre punti a vittoria, uno a pareggio, zero a sconfitta.

## Risultati
|                  | Ars  | Bir  | Che  | Don  | Liv  | Man  | Not  | Rea  | Sun  |
| ---------------- | ---- | ---- | ---- | ---- | ---- | ---- | ---- | ---- | ---- |
| Arsenal          | –––– | 0-0  | 0-2  | 2-0  | 1-2  | 0-1  | 2-0  | 3-1  | 5-1  |
| Birmingham City  | 0-0  | –––– | 0-4  | 2-1  | 2-1  | 0-2  | 1-0  | 0-0  | 1-0  |
| Chelsea          | 1-2  | 1-1  | –––– | 4-0  | 6-3  | 0-2  | 2-1  | 3-2  | 2-1  |
| Doncaster Rovers | 0-5  | 0-1  | 1-4  | –––– | 1-3  | 0-4  | 1-2  | 1-4  | 1-4  |
| Liverpool        | 3-5  | 1-0  | 1-2  | 1-0  | –––– | 0-0  | 0-0  | 2-0  | 2-2  |
| Manchester City  | 2-0  | 1-1  | 2-0  | 6-0  | 1-1  | –––– | 1-0  | 2-0  | 3-0  |
| Notts County     | 0-2  | 0-1  | 1-3  | 2-1  | 3-2  | 1-5  | –––– | 2-2  | 2-1  |
| Reading          | 1-2  | 1-1  | 0-3  | 0-1  | 0-1  | 1-2  | 1-1  | –––– | 1-1  |
| Sunderland       | 0-4  | 1-7  | 0-5  | 4-0  | 0-4  | 0-2  | 1-1  | 1-1  | –––– |

## Statistiche

### Classifica marcatrici
Fonte: sito ufficiale
| Gol |  |  | Giocatore       | Squadra         |
| --- |  |  | --------------- | --------------- |
| 9   |  |  | Eniola Aluko    | Chelsea         |
| 8   |  |  | Jane Ross       | Manchester City |
| 7   |  |  | Caroline Weir   | Liverpool       |
| 6   |  |  | Danielle Carter | Arsenal         |
| 5   |  |  | Katie Chapman   | Chelsea         |
| 5   |  |  | Jessica Clarke  | Notts County    |
| 5   |  |  | Toni Duggan     | Manchester City |
| 5   |  |  | Ji So-yun       | Chelsea         |
| 5   |  |  | Fran Kirby      | Chelsea         |
| 5   |  |  | Bethany Mead    | Sunderland      |